# اس‌اس استلا (۱۸۹۰)
اس‌اس استلا (۱۸۹۰) (به انگلیسی: SS Stella (1890)) یک کشتی بود که طول آن ۲۵۳ فوت (۷۷٫۱۱ متر) بود. این کشتی در سال ۱۸۹۰ ساخته شد.